# 許詢
許詢（？—361），字玄度，高阳（今河北蠡县）人。东晋文学家。

## 生平
生卒年不详。善寫文章，“五言詩﹐可謂妙絕時人”，與王修並稱，许询耻与王修并称，在会稽西寺谈玄，经“苦相折挫”，将王修辩倒。好佛學，终身不仕，常同支道林、谢安等人游宴。永和九年（353年），王羲之與謝安、孫綽、許詢等41位名士宴集會稽山陰蘭亭，眾人賦詩，輯之以為《蘭亭集序》。王羲之晚年隐居嵊县金庭，许询知道後，特地從蕭縣趕來與之為鄰。李白有诗云：“此中久延佇，入剡寻王许”卒于升平五年（361年）。

## 关系

### 高祖父
- 许允，曹魏中领军

### 曾祖父
- 许猛，字子豹，幽州刺史

### 祖父
- 许式，历任濮阳内史、平原郡太守

### 父亲
- 许皈，一作贩，字仲仁，山阴令、会稽内史

### 母亲
- 華軼之女

## 后代
- 长子：许元之
  - 孙：许珪，刘宋时期出仕，历任给事中、著作郎、桂阳太守
    - 许勇慧，南齐历任太子家令，冗从仆射，封晋阳县侯
      - 许懋，南齐豫章王行参军、法曹参军、升骠骑大将军仪同中记室、兼国子博士
        - 许政
        - 许亨，南陈官中散大夫，领羽林监、大著作，主修《梁史》后官至卫尉卿，妻顺阳范氏
          - 许善存
          - 许善心，隋朝给事中，后为宇文化及所杀
            - 许敬宗，唐高宗宰相
              - 许昂
              - 许昱
              - 许昇
              - 许杲
              - 许景

            - 许谨言
            - 许仲孙

      - 许绍
      - 许胤

  - 孙：许明

- 次子：许仲之
- 三子：许季之
- 四子：许彝之
- 五子：许执之